# René-Pierre Quentin
René-Pierre Quentin   (Collombey-Muraz, 5 d'agost de 1943) és un exfutbolista suís de la dècada de 1960.
Fou 34 cops internacional amb la selecció de futbol de Suïssa, amb la qual participà a la Copa del Món de futbol de 1966.
Pel que fa a clubs, destacà a FC Sion i FC Zürich.
És oncle del també futbolista Yvan Quentin, també internacional amb Suïssa.